# L'amico silenzioso
L'amico silenzioso (The Guardian) è un film per la televisione statunitense del 1984 diretto da David Greene.

## Trama
Charlie Hyatt convince i suoi inquilini ad assumere un vigilante per garantire la sicurezza, ma l'ordine che ne consegue nasconde l'assoluta mancanza di libertà per i coinquilini.